# Rhabdochaeta affinis
Rhabdochaeta affinis es una especie de insecto del género Rhabdochaeta de la familia Tephritidae del orden Diptera.

## Historia
Zia la describió científicamente por primera vez en el año 1939.